# Cattedrale di Nostra Signora della Grazia
La cattedrale di Nostra Signora delle Grazie è una cattedrale cattolica che sorge nel quartiere Água Grande, nella città di São Tomé, capitale di São Tomé e Príncipe, ed è cattedrale della diocesi di São Tomé e Príncipe.

## Storia
La primitiva chiesa di Nostra Signora della Grazia risale probabilmente al XV secolo ed era situata in piazza del Popolo, vicino alla torre di difesa edificata tra il 1492 ed il 1493 dal capitano Alvaro de Caminha. Nel 1534 la città divenne sede vescovile in forza della bolla Aequum Reputamus di papa Paolo IV, con cui è stata eretta la diocesi di São Tomé e Príncipe e la chiesa di Nostra Signora della Grazia è stata innalzata a cattedrale.

L'edificio fu ristrutturato tra il 1576 e il 1578, durante il regno di Sebastiano I del Portogallo. Nel 1814 la chiesa è stata nuovamente restaurata su iniziativa della popolazione locale. L'ultimo intervento risale al 1956 e ha notevolmente alterato la facciata principale.